# Aurolzmünster
Aurolzmünster osztrák mezőváros Felső-Ausztria Riedi járásában. 2021 januárjában 3084 lakosa volt.

## Elhelyezkedése

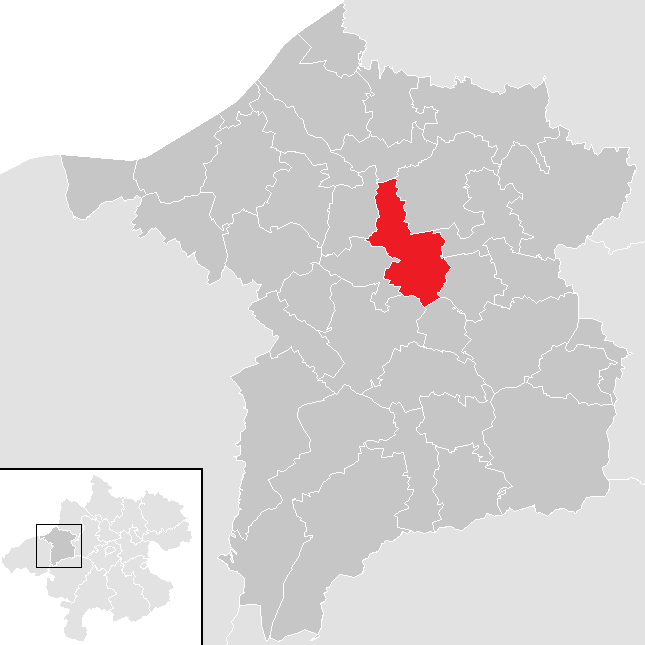
Aurolzmünster a Ried im Innkreis-i járásban

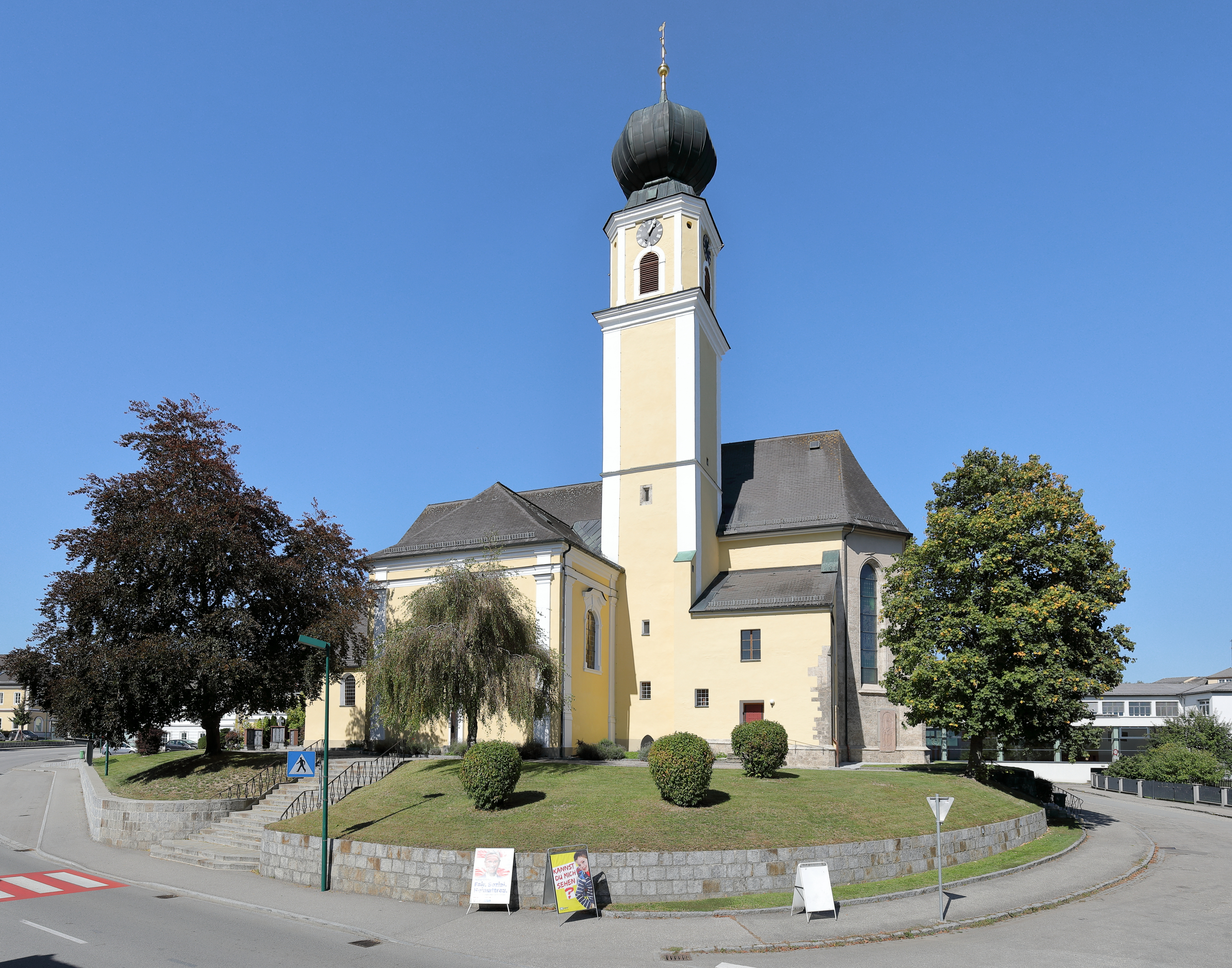
A Szt. Móric-plébániatemplom

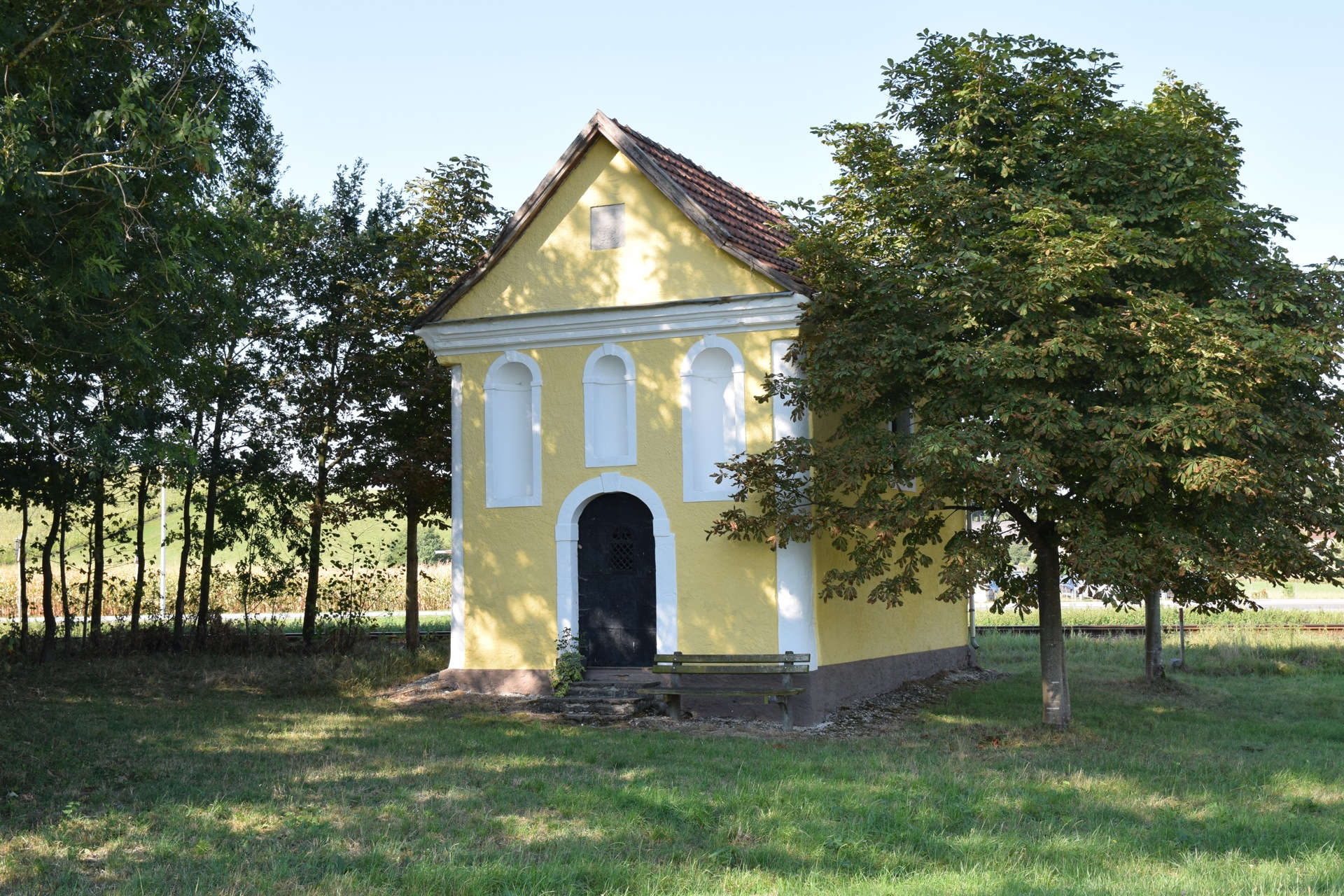
A Maria Aich-i kápolna

Aurolzmünster a tartomány Innviertel régiójában fekszik, az Innvierteli-dombságon, az Antiesen folyó mentén. Területének 19%-a erdő, 63,9% áll mezőgazdasági művelés alatt. Az önkormányzat 14 települést és településrészt egyesít: Altenried (26 lakos 2021-ben), Aurolzmünster (1158), Danner (105), Edenbach (60), Forchtenau (794), Haging (40), Hofing (28), Kochreith (31), Lauterbrunn (50), Maierhof (568), Maria Aich (28), Schöndorf (15), Seyring (21) és Weierfing (160).
A környező önkormányzatok: északra Sankt Martin im Innkreis, északkeletre Utzenaich, keletre Andrichsfurt, délkeletre Tumeltsham, délre Ried im Innkreis, délnyugatra Mehrnbach, nyugatra Eitzing, északnyugatra Senftenbach.

## Története
A 8. században egy Cotto nevű remete élt a mai mezőváros helyén. Halála után a terület a niederalteichi apátság birtokába került, amely leánykolostort alapított és Szt. Móricnak szentelt templomot épített a földbirtokon. A helységet a templom után eredetileg Münsternek hívták, de hogy megkülönböztessék a többi hasonló nevű településtől, hozzátették az alapító apát, Urolf nevét. 954-ben a kalandozó magyarok elpusztították a kolostort, de később újraépült és a passaui püspök idehelyezte Hals grófság székhelyét. Aurolzmünster nevét 1130-ban említik először az írott forrásokban (mint Urolfismunstiure). 1406-ban már mezővárosként hivatkoznak rá.
A harmincéves háború során a pestis a település lakosságának nagy részét elpusztította.
A régió 1779-ig Bajorországhoz tartozott; ekkor a bajor örökösödési háborút lezáró tescheni béke Ausztriának ítélte az Innviertelt. A napóleoni háborúk alatt a mezőváros rövid időre visszatért a francia bábállam Bajországhoz, de 1816 után végleg Ausztriáé lett. Az 1938-as Anschluss után a települést a Harmadik Birodalom Oberdonaui gaujába sorolták be. A második világháborút követően visszatért Felső-Ausztriához.

## Lakosság
Az aurolzmünsteri önkormányzat területén 2021 januárjában 3084 fő élt. A lakosságszám 1981 óta gyarapodó tendenciát mutat. 2019-ben az ittlakók 85,7%-a volt osztrák állampolgár; a külföldiek közül 2% a régi (2004 előtti), 6,2% az új EU-tagállamokból érkezett. 5,1% az egykori Jugoszlávia (Szlovénia és Horvátország nélkül) vagy Törökország, 0,9% egyéb országok polgára volt. 2001-ben a lakosok 84,9%-a római katolikusnak, 1,9% evangélikusnak, 5,6% mohamedánnak, 4,7% pedig felekezeten kívülinek vallotta magát. Ugyanekkor 2 magyar élt a mezővárosban; a legnagyobb nemzetiségi csoportot a németek (93,8%) mellett a törökök alkották 4%-kal.
A népesség változása:

| 2016 | 2 870 |
| 2018 | 3 000 |

## Látnivalók
- az 1711-ben épült, az innvierteli Versailles-nek is nevezett aurolzmünsteri kastély
- a Szt. Móric-plébániatemplom
- az 1700 körül épült főtéri kút
- a Maria Aich-i kápolna, amelyet Pálffy (III.) Károly Pál Engelbert építtetett 1744-ben szerencsésen túlélt lovasbalesete helyszínén

## Fordítás
- Ez a szócikk részben vagy egészben  az   Aurolzmünster című német Wikipédia-szócikk ezen változatának fordításán alapul.  Az eredeti cikk szerkesztőit annak laptörténete sorolja fel. Ez a jelzés csupán a megfogalmazás eredetét és a szerzői jogokat jelzi, nem szolgál a cikkben szereplő információk forrásmegjelöléseként.